# غاستون غرين
غاستون غرين (بالإنجليزية: Gaston Green) هو لاعب كرة قدم أمريكية أمريكي، ولد في 1 أغسطس 1966 في لوس أنجلوس في الولايات المتحدة.

## وصلات خارجية
- غاستون غرين على موقع مرجع كرة القدم المحترفة.كوم (الإنجليزية)